# كريستا ماك أوليف
شيرن كريستا ماك أوليف (بالإنجليزية: Christa McAuliffe، ولقبها قبل الزواج كوريغان؛ مواليد بوسطن 2 سبتمبر عام 1948 - وتوفيت في رأس كانافيرال 28 يناير عام 1986) هي مُدرّسة ورائدة فضاء أمريكية، من مدينة كونكورد بولاية نيوهامبشير، وأحد أعضاء الطاقم السبع الذين قُتلوا في تحطم مكوك الفضاء تشالنجر.
حصلت على درجة البكالوريوس في التعليم والتاريخ من جامعة فرامينغهام الحكومية في عام 1970، وحصلت أيضًا على درجة الماجستير في التعليم، والإشراف والإدارة من جامعة ولاية باوي في عام 1978. شغلت منصب التدريس كمُدرسة للدراسات الاجتماعية في مدرسة كونكورد الثانوية في ولاية نيوهامبشير في عام 1983.
اُختيرت من بين أكثر من 11000 متقدم للمشاركة في برنامج مشروع معلم في الفضاء وكالة ناسا في عام 1985، كان من المُقرر أن تُصبح أول مُدرّسة في الفضاء. خططت لإجراء تجارب وتدريس درسين من مكوك الفضاء تشالنجر، بصفتها عضو في المهمة. انفجر المكوك بعد 73 ثانية من إطلاقه، في 28 يناير 1986. أُطلق اسمها على المدارس والمنح الدراسية تكريمًا لها بعد وفاتها، مُنحت بعد وفاتها ميدالية الفضاء الشرفية من الكونغرس في عام 2004.

## مطلع حياتها
وُلدت كريستا ماكوليف في 2 سبتمبر 1948 في بوسطن، بولاية ماساتشوستس. كانت كُبرى خمسة أطفال للمحاسب إدوارد كريستوفر كوريغان (1922 - 1990)، أيرلندي الأصل؛ وغريس ماري كوريغان (1924 - 2018؛ لقبها قبل الزواج جورج)، مُدرسة بديلة، والدها من أصل لبناني ماروني. كانت ماكوليف ابنة أخت رائعة للمؤرخ اللبناني الأمريكي فيليب خوري حتي. عُرفت باسمها الأوسط منذ سن مبكرة، على الرغم من توقيعها في السنوات اللاحقة باسمها «ش. كريستا كوريغان»، وأخيرًا باسم «ش. كريستا ماكوليف».
وُلدت في السنة الثانية من إكمال والداها دراسته في كلية بوسطن. لم يمض وقت طويل حتى حصل على وظيفة مراقب مساعد في إدارة أحد متاجر بوسطن، وانتقلوا إلى فرامينغهام وماساتشوستس، حيث التحقت بمدرسة ماريان الثانوية وتخرجت منها في عام 1966. استوحت من مشروع عطارد وبرنامج أبولو للهبوط على سطح القمر في شبابها. أخبرت أحد أصدقائها في ثانوية ماريان في اليوم التالي لدوران جون غلين حول الأرض في فريندشيب 7: «هل تدرك أن الناس سيذهبون يومًا ما إلى القمر؟ ربما حتى بأخذ حافلة، وأريد فعل ذلك!». كتبت بعد ذلك بسنوات على استمارة التقدم لناسا: «شاهدت عصر ولادة الفضاء، وأود المشاركة فيه».
تزوجت حبيبها القديم الذي تعرفه منذ المدرسة الثانوية، ستيفن ج. مكاوليف في عام 1970، خريج عام 1970 من معهد فرجينيا العسكري، وانتقلا بالقرب من واشنطن العاصمة، حتى يتمكن من الالتحاق بمركز الحقوق في جامعة جورجتاون. أنجبا بطفلين، سكوت وكارولين، وكانا في التاسعة والسادسة، على التوالي، عند وفاتها في الحادث.
حصلت على أول منصب تدريس في عام 1970، كمُدرسة للتاريخ الأمريكي في مدرسة بنجامين فوالس الابتدائية الثانوية في مورنينجسايد بولاية ماريلاند. دَرّست التاريخ والتربية الوطنية في مدرسة توماس جونسون المتوسطة في لانهام بولاية ماريلاند، من عام 1971 حتى عام 1978. حصلت على درجة ماجستير الآداب في التعليم، والإشراف والإدارة من جامعة ولاية باوي في ماريلاند، بالإضافة إلى مهنة التدريس. انتقلت إلى كونكورد، نيوهامبشر عام 1978، عندما قبل ستيفن وظيفة مساعد النائب العام الخاص بولاية نيوهامبشر. درّست ماكوليف التاريخ الأمريكي والإنجليزي للصفين السابع والثامن في كونكورد، نيوهامبشر، واللغة الإنجليزية للصف التاسع في بو، نيوهامبشر، قبل أن تشغل منصب التدريس في مدرسة كونكورد الثانوية في عام 1983.
كانت مُدرسة لمادة الدراسات الاجتماعية، ودرّست عدة مقررات تعليمية منها التاريخ الأمريكي، القانون والاقتصاد، بالإضافة إلى مقرر أعدته بنفسها: «المرأة الأمريكية». كان القيام برحلات ميدانية وجلب المتحدثين جزءًا مهمًا من أساليب التدريس. «أكدت على تأثير الأشخاص العاديين في التاريخ، قائلة أنهم مهمون للتسجيل التاريخي مثل الملوك، والسياسيين والجنرالات» وفقًا لصحيفة النيويورك تايمز.

## مُدرسة في مشروع الفضاء
أعلن الرئيس رونالد ريغان عن برنامج المُدرس في مشروع الفضاء في عام 1984، اطلعت كريستا على جهود ناسا لإيجاد أول مُعلم مدني كي يطير إلى الفضاء. أرادت ناسا إيجاد «شخص عادي»، وهو مُدرس موهوب يمكنه التواصل مع الطلاب أثناء وجوده داخل المدار. أصبحت ماكوليف واحدة من أكثر من 11 ألف متقدم.
أملت ناسا أن إرسال مُدرس إلى الفضاء سيزيد من الاهتمام العام ببرنامج مكوك الفضاء، وإظهار موثوقية رحلة الفضاء في وقت كانت فيه الوكالة تحت ضغط مستمر لإيجاد دعم مالي. قال الرئيس ريغان أنه سيُذكر الأمريكان أيضًا بالدور المُهم الذي يقدمه المُدرسون والتعليم في بلادهم.
اختارت ناسا مجلس كبار موظفي المدارس الحكومية، وهي منظمة غير ربحية من المسؤولين الحكوميين في مجال التعليم، لتنسيق عملية الاختيار. رُشح 114 متقدم من بين قائمة المتقدمين الأولية لدور نصف النهائي من قبل لجان تقييم الولاية، الإقليم والوكالة. كانت ماكوليف إحدى المُدرستين المُرشحتين عن ولاية نيوهامبشر. اجتمع المرشحون لدور نصف النهائي في واشنطن العاصمة، في الفترة من 22-27 يونيو 1985، لحضور مؤتمر حول التعليم في الفضاء ومقابلة لجنة التقييم التي ستختار العشرة مرشحين لدور النهائي.
أُعلنت ماكوليف كواحدة من 10 مرشحين لدور النهائي في 1 يوليو 1985، سافرت إلى مركز جونسون للفضاء لمدة أسبوع من الفحوصات الطبية الشاملة وتلقي المعلومات حول الرحلات الفضائية في 7 يوليو. أجرت لجنة تقييم مُؤلفة من كبار مسؤولي ناسا المقابلات مع المرشحين لدور النهائي، وقدمت اللجنة توصيات إلى مدير ناسا جيمس م. بيغز عن المرشحين الأساسيين والاحتياطيين لبرنامج المُعلم في مشروع الفضاء. أعلن نائب الرئيس جورج بوش الأب اختيار ماكوليف لهذا المنصب في 19 يوليو 1985. واختيار مُعلمة أخرى، باربرا مورغان، كمرشحة احتياطية لها. دفعتها طريقتها المميزة عن غيرها إلى اختيارها من بين كل المرشحين، وفقًا لمارك ترافيس من جهاز رصد كونكورد. ذكر مسؤول ناسا، آلان لادويج: «لديها حماسة مُعدية»، وأخبر تيرينس ماكجوير، الطبيب النفسي لناسا، مجلة المرأة الجديدة بأنها: «ذات أفق واسع وأكثر الأشخاص توازنًا بين العشرة مُرشحين».
لاحقًا وفي نفس السنة، حصلت ماكوليف ومورجان كلاهما على إجازة لمدة عام كامل من التدريس من أجل التدريب على مهمة مكوك الفضاء في أوائل عام 1986. (دفعت ناسا راتبيهما على حد سواء.) كان من المفترض أن تكون ماكوليف جزءًا من طاقم الرحلة، ستجري التجارب وتُدرس الدروس من الفضاء، على الرغم من أنها لم تكن عضوًا في هيئة رواد الفضاء التابعة لناسا. شملت واجباتها المُخطط لها تجارب علمية أساسية في مجالات الفصل الكروماتوغرافي، والزراعة المائية، والمغناطيسية، وقوانين نيوتن. خططت أيضًا لإعطاء حصتين مدتهما 15 دقيقة من الفضاء، بما في ذلك جولة في المركبة الفضائية، تُسمى «الرحلة الميدانية النهائية»، ودرس حول فوائد السفر إلى الفضاء، يُدعى «أين كنا، أين سنذهب، لماذا». كان من المقرر بث الدروس لملايين التلاميذ عبر دائرة تلفزيونية مغلقة. عزمت ماكوليف على الاحتفاظ بمجلة شخصية مثل «امرأة على عربات الكونستوغة رائدة الغرب» لتسجيل أفكارها.
ظهرت كضيفة في العديد من البرامج التلفزيونية، عقب اختيارها لتكون أول مُدرسة في الفضاء، بما في ذلك صباح الخير يا أمريكا؛ وأخبار سي بي إس الصباحية؛ عرض اليوم وعرض الليلة مع جوني كارسون، عندما سُئلت عن المهمة، أوضحت: «إذا عُرض عليك مقعدًا على متن سفينة صاروخية، فلا تسأل عن المقعد. انطلق فقط». كانت ذات حضور فوري في وسائل الإعلام، وحصل برنامج المُعلم في مشروع الفضاء على اهتمام شعبي نتيجةً لذلك.

## وصلات خارجية
- كريستا ماك أوليف على موقع IMDb (الإنجليزية)
- كريستا ماك أوليف على موقع الموسوعة البريطانية (الإنجليزية)
- كريستا ماك أوليف على موقع إن إن دي بي (الإنجليزية)
- كريستا ماك أوليف على موقع قاعدة بيانات الفيلم (الإنجليزية)